# Gustav Börjesson
Gustav Adolf Börjesson, född den 6 november 1926, död den 29 januari 2021 i Sätila, var en svensk prost, förkunnare och författare.

## Biografi
Börjesson tog studenten 1945 vid Prästgymnasiet i Göteborg, blev teologie kandidat vid Lunds universitet 1949 och prästvigd i Göteborgs stift i januari 1950. Han blev kallad av biskop Giertz till stiftsadjunkttjänst 1952, blev kyrkoadjunkt i Hindås 1955, komminister i Rävlanda 1961 och kyrkoherde i Björketorps pastorat 1971. År 1980 blev han utnämnd till prost.
Han utsågs till preses vid prästmötet 1969 och försvarade prästmötesavhandlingen "Förmaningens roll i förkunnelsen", där han klargjorde skillnaden mellan lag, evangelium och förmaning (parenes) i bibeln och den kristna bekännelsen. Boken kom sedan att användas i undervisningen av blivande präster.
Börjesson var ordinarie ledamot i stiftets domkapitel mellan 1974 och 1991, och var ledamot i kyrkomötet 1979 och 1982.  
Börjesson var väl förankrad i den västsvenska fromheten men inte bunden, och beskrev i sitt bidrag till Bertil Gärtners festskrift 1984 betydelsen av att tradition förnyas och befruktas av det kristna evangeliets budskap.